# Józef Kajetan Skrzetuski
Józef Skrzetuski herbu Jastrzębiec, imię zakonne: Kajetan od św. Eustachego, pseud. i krypt.: J. K. S. S. P.; Jeden z XX. Scholarum Piarum Prowincji Polskiej, (ur. 31 marca 1743 w województwie ruskim, zm. 30 kwietnia 1806 w Książu Wielkim) – polski pijar, pedagog, historyk, pisarz i publicysta, a także poeta i tłumacz.

## Życiorys
Urodził się 31 marca 1743 roku w województwie ruskim. Po odbyciu nauki w szkołach pijarskich, wstąpił (8 lipca 1759) do zakonu pijarów w Podolińcu, przyjmując imię: Kajetan od św. Eustachego (imię chrzestne: Józef). Tam odbywał nowicjat w okresie: 1759/1760-1760-1761. Studiował retorykę w seminarium pijarskim w Rzeszowie (1761/1762), filozofię w kolegium w Międzyrzeczu Koreckim (1762/1763-1763/1764), gramatykę w kolegium w Złoczowie, oraz studia teologiczne w Warszawie (1766/1767-1767/1768) i otrzymał święcenia kapłańskie . 
Pracował jako nauczyciel w szkołach niższych (infimie i gramatyce w Złoczowie: 1764/1765, w poetyce w Warszawie: 1765/1766). W latach 1777–1779 przebywał na studiach w Paryżu i prawdopodobnie we Włoszech. Od roku szkolnego 1781/1782 uczył cum honore Provinciae w warszawskiej Szkole Rycerskiej (historia, etyka, sytlistyka polskanauki historyczne i prawne). Przez kilka miesięcy roku 1784 pełnił też obowiązki bibliotekarza Szkoły Rycerskiej. Przez wiele lat (1769-1777, 1779-1781, 1794-1796) był także profesorem historii i wykładał ją w Collegium Nobilium pijarów w Warszawie . 
Rok później (1785) otrzymał w formie beneficium probostwo w Książu Wielkim koło Miechowa. Zmarł 30 kwietnia 1806 roku w probostwie, w Książu Wielkim, gdzie mieszkał od roku 1797.

## Twórczość

### Charakterystyka
Już jako nauczyciel, włączył się w program reformowania szkolnictwa w Polsce. Był autorem pierwszych w Polsce podręczników historycznych. Na zamówienie Towarzystwa do Ksiąg Elementarnych napisał podręcznik Historia powszechna dla szkół narodowych na klasę III, pierwszy raz wydana (1781), w której prezentował dzieje polskie  w interpretacji wychowawczo-patriotycznej . 
Był również publicystą i popularyzatorem wiedzy. Przez prawie 3 lata (1772-1774) współpracował regularnie z redakcją "Zabaw Przyjemnych i Pożytecznych".

### Dzieła własne
1. Rada prawdziwie przyjacielska o skutecznym człowieka uszczęśliwieniu ku pożytkowi młodzi dana przez jednego z XX. Scholarum Piarum Prowincji Polskiej, Warszawa (1769); wyd. następne: brak miejsca wydania 1812, (według Sz. Bielskiego: z francuskiego)
2. Historia polityczna Królestwa Francuskiego od założenia monarchii do czasów teraźniejszych, z przydatkiem: O rządu odmianie; Szlachectwa, hrabiów, parów początku; Parlamencie; Dawnej kawalerii; Dziejopisach królestwa; tudzież Wzoru latopisarskiego współżyjących papieżów, cesarzów, królów... i Tablic genealogicznych panujących familii; na koniec Szczególnych i osobliwszych anektotów i Opisania wielkich ludzi. Dla pożytku szlachetnej młodzi zebrana cz. 1-2, Warszawa 1773, (dedykowana Stanisławowi Augustowi)
3. Historia polityczna dla szlachetnej młodzi zawierająca zebranie krótkie: Przypadków znakomitych w dawnych monarchiach... tudzież Uwagi polityczne nad zaszłymi w tychże państwach odmianami; na koniec: Wyobrażenie heroiczne niektórych sławnych w starożytności ludzi. Do pojęcia młodego wieku przystosowana cz. 1, Warszawa 1773; wyd. następne Warszawa 1777, (dedykowana E. Lubomirskiej); cz. 2 pt. ... zawierająca zebranie krótkie... tudzież Uwagi polityczne... O polityce i wojennej sztuce; O utrzymaniu pokoju w Europie; na koniec: Wyobrażenie heroiczne sławnych ludzi..., Warszawa 1775, (dedykowana F. Rzewuskiemu), tu m.in. Przekłady poz. 1
4. Mokotów. Ofiarowany J. O. Księżnie Lubomirski, marszałkowej w. k. w dzień imienin jej, "Zabawy Przyjemne i Pożyteczne" 1774 t. 9, cz. 1 i osobno, brak miejsca i roku wydania; wyd. następne: przedr. J. Kott, "Twórczość" 1952 nr 12, w: Poezja polskiego Oświecenia. Antologia, (Warszawa) 1954; także wyd. 2 (Warszawa) 1956
5. Na dzień 8 maja w 1774 z okazji imienin Jaśnie Oświeconego Książęcia JMci Stanisława Lubomirskiego... wiersz, "Zabawy Przyjemne i Pożyteczne" 1774 t. 10, cz. 1
6. Historia powszechna dla szkół narodowych na klasę III, pierwszy raz wydana, Warszawa 1781[3]; wyd. następne: Wilno 1783; Kraków 1784; Wilno 1791; Wilno 1792; Wilno 1804; Wilno 1809; Wilno 1810; Berdyczów 1812; Warszawa 1819
7. Przypisy do historii powszechnej dla szkół narodowych na klasę III, pierwszy raz wydane, Warszawa 1782; wyd. następne: Wilno 1783; fragmenty przedr.: S. Tync w: Komisja Edukacji Narodowej. Wybór źródeł, Wrocław (1954) "Biblioteka Narodowa" seria I, nr 126; J. Lubieniecka w: Reforma programu szkolnego Komisji Edukacji Narodowej. Wybór źródeł, Warszawa (1962)
8. Kazanie na niedzielę pierwszą po Trzech Królach o powolności potrzebnej w młodym wieku do nabycia rozumu i cnoty..., Warszawa 1783[4], (dedykowane M. Poniatowskiemu)
9. Wiersz z okazji weselnych obrządków... Izabelli Lasocki... i... Michała Ogińskiego... 17 maja 1789 w Brzezinach odprawionych, brak miejsca wydania (1789)
10. Widok polityczny w teraźniejszych okolicznościach Polski, Warszawa 1791, (wyd. anonimowe, autorstwo według Sz. Bielskiego)
11. Prawidła początkowe nauki obyczajów do pojęcia uczącej się młodzi przystosowane..., Warszawa 1793; wyd. następne Warszawa 1805.

### Przekłady
1. (J. J. Rousseau): Projekt nieprzerwanego w Europie pokoju, wyd. zobacz Ważniejsze dzieła i utwory poz. 3, cz. 2; tytuł oryginału: Extrait du projet de la paix perpétuelle
2. P. A. Metastasio: Dramma tragiczne Łaskawość Tytusa, z włoskiego języka... na polski przełożone przez..., Warszawa 1779; tytuł oryginału: La Clemenza di Tito
3. Voltaire: Brutus. Tragedia w 5 aktach przez... napisana, na wiersz ojczysty przełożona przez..., Warszawa 1780; fragmenty przedr. Sz. Bielski w: Wybór różnych gatunków poezji cz. 3, Warszawa 1807
4. (F. T. M. d'Arnaud de Baculard): Zabawa tkliwego serca, czyli doświadczenie czułości. Z francuskiego przełożył..., Warszawa 1782, zawartość: Fannia, przypadek zdarzony w Anglii; Batylda, historia francuska
5. S. F. de Genlis: Wieczory zamkowe, albo ciąg nauki obyczajów do pojęcia młodzi przystosowany. Z francuskiego dzieła... na ojczysty język przełożył... cz. 1-3, Warszawa 1786; wyd. następne: Warszawa 1789-1791; Warszawa 1804; Warszawa 1807; Warszawa 1813; tytuł oryginału: Les Veillées du château, ou cours de moral...
6. F. de Beauharnais: Heroizm tkliwości, do zabawy pożytecznej służące dzieło... Na język ojczysty przełożył... cz. 1-4, Warszawa 1792; tytuł oryginału: Lettres de Stéphanie, ou l'héroïsme du sentiment.

Ponadto Skrzetuski w "Zabawach Przyjemnych i Pożytecznych" (1772 t. 2, cz. 1) ogłosił przekł. satyry Horacjusza.

### Listy i materiały
1. Do S. K. Potockiego w zbiorze z lat 1771-1777, rękopis: Archiwum Główne Akt Dawnych (Archiwum Wilanowskie, sygn. 260)
2. Do Teodora Szymanowskiego (brak daty), rękopis: Biblioteka Narodowa, sygn. IV 5752 poz. 3
3. Prośba do króla Stanisława Augusta za K. Skrzetuskim z daty 1 marca 1783 r. (bezimienna), ogł. K. W. Wójcicki: Archiwum domowe, Warszawa 1856, s. 94; rękopis: Biblioteka Uniwersytetu Warszawskiego, sygn. 132 poz. 42.

## Wybrane opracowania nt. twórczości Skrzetuskiego
1. Matricula provinciae Polonae Scholarum Piarum 1742-1765, rękopis: Archiwum OO. Pijarów w Krakowie, nr 397
2. Protokoły posiedzeń Towarzystwa do Ksiąg Elementarnych, 1775-1792, wyd. T. Wierzbowski, Warszawa 1908 "Komisja Edukacji Narodowej" nr 36
3. Tajna korespondencja z Warszawy do Ignacego Potockiego, 1792-1794, wyd. i oprac. M. Rymszyna, A. Zahorski, Warszawa 1961 "Studia i Materiały z Dziejów Polski w Okresie Oświecenia" nr 4
4. A. Horãnyi: Scriptores Piarum Scholarum t. 2, Buda 1809
5. Sz. Bielski: Vita et scripta, Warszawa 1812
6. F. M. Sobieszczański, "Encyklopedia powszechna" Orgelbranda, t. 23 (1866)
7. W. Smoleński: Przewrót umysłowy w Polsce w. XVIII, Kraków 1891; wyd. 3 Warszawa 1949
8. A. Karbowiak: O książkach elementarnych... Komisji Edukacji Narodowej, "Muzeum" 1893 i odb.
9. H. Łopaciński, "Encyklopedia kościelna" Nowodworskiego, t. 25 (1902)
10. W. Smoleński: Publicyści anonimowi z końca XVIII w., "Przegląd Historyczny" t. 14 (1912) i odb. (Warszawa 1912).